# Hiroshi Isoyama

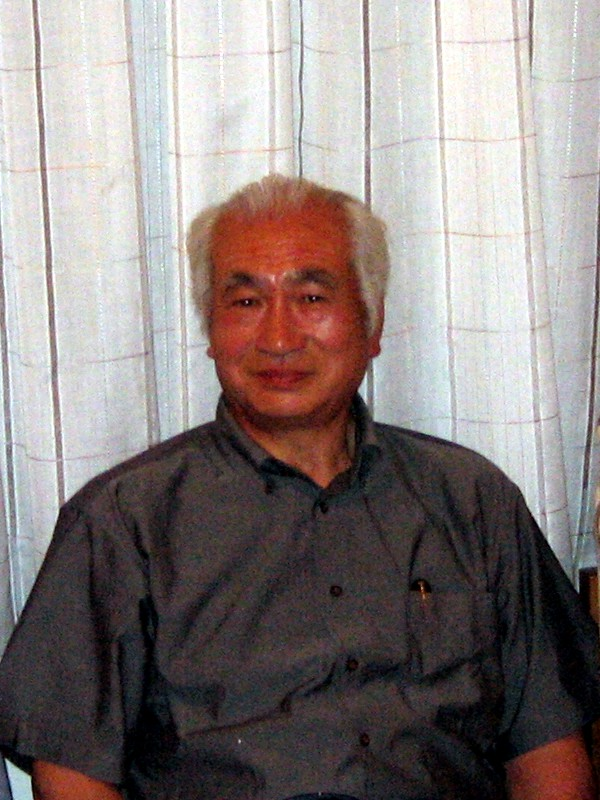
Hiroshi Isoyama

Hiroshi Isoyama (jap. 磯山 宏 Isoyama Hiroshi; * November 1937 in Iwama) 8. Dan Aikikai Tōkyō trägt den Titel Shihan des Aikidō.
Er begann mit zwölf Jahren beim Aikidōbegründer Ueshiba Morihei in Iwama Aikidō zu lernen. Er unterrichtet heute Aikidō im Ibaraki-Dōjō in Iwama. Isoyama war Lehrer des Schauspielers Steven Seagal und gehört dem Senior Council der International Aikido Federation an.